# Salakkalahti
Salakkalahti (russe : Бухта Большой Ковш) est une baie maritime et un ancien quartier de Vyborg. 

## Description
La baie de Salakkalahti fait 450 mètres de long et 100 à 180 mètres de large.
Elle est située au nord de l'ancien centre ville de Vyborg.
Elle fait partie du détroit de Linnasalmi.
Le quartier abrite la gare routière de Vyborg.

## Galerie

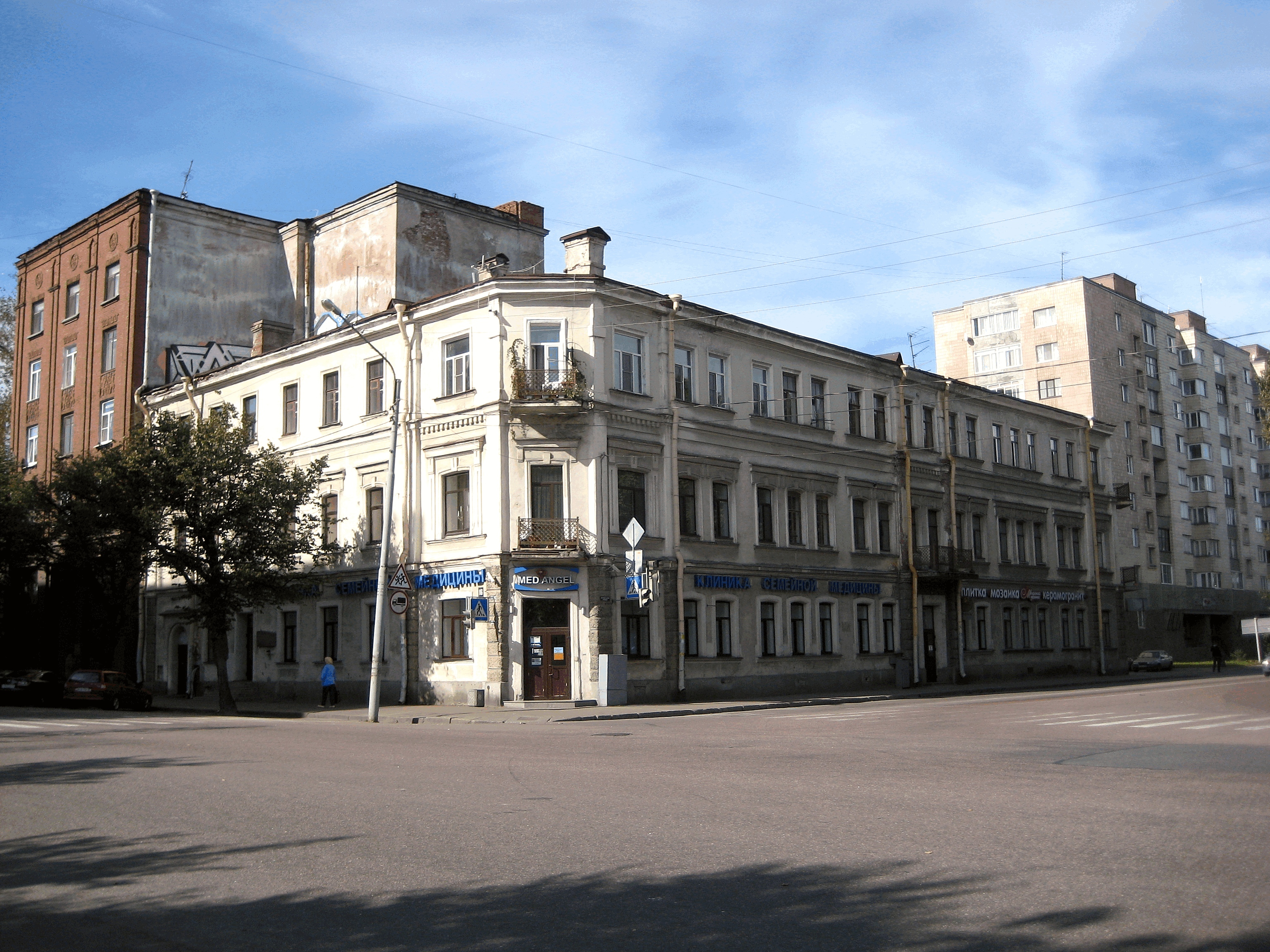
L'hôtel Belvédère où séjournèrent Vladimir Lénine et Nadejda Kroupskaïa.
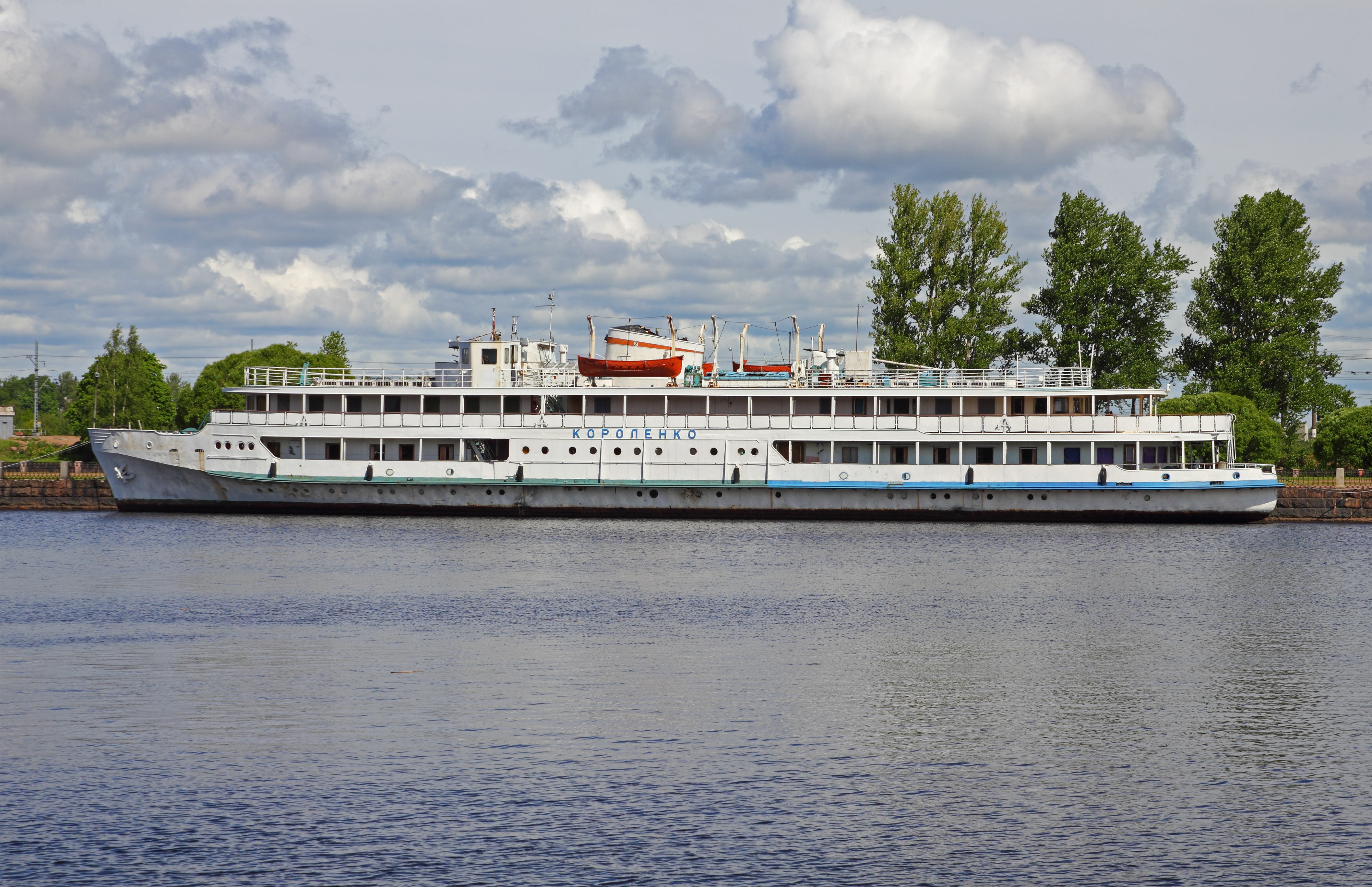
L'hôtel Korolenko sur la rive nord de Salakkalahti.
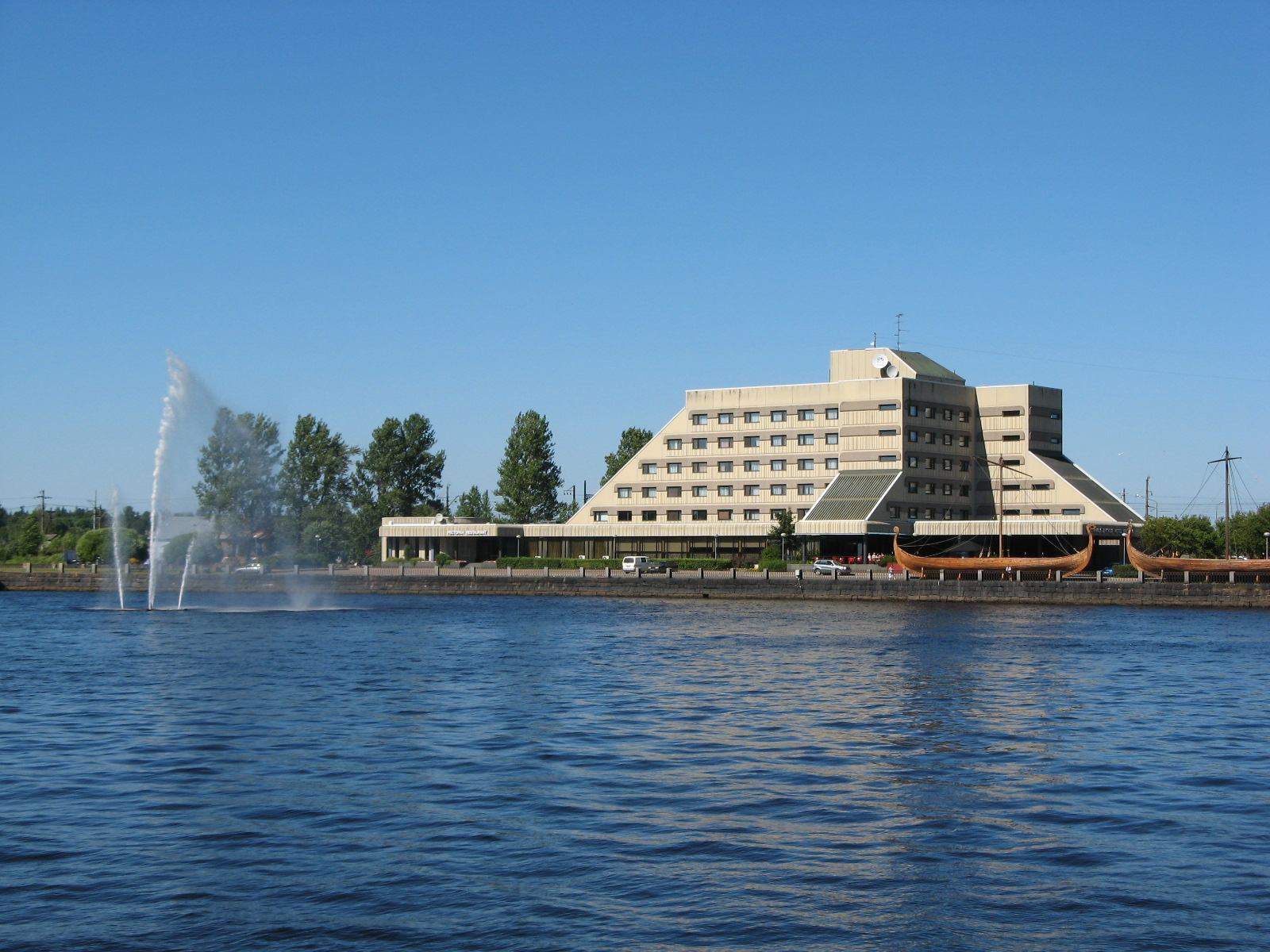
L’hôtel Droujba (fi) et la baie de Salakkalahti.